# Earl's Palace (Kirkwall)
Earl's Palace er ruinen af et palads i renæssancestil, der ligger nær St Magnus Cathedral i centrum af Kirkwall på Orkneyøerne, Skotland. Det blev opført af Patrick, jarl af Orkney, og byggeriet blev påbegyndt i 1607. Det blev for en stor dels vedkommende opført med tvangsarbejde.
Jarlen og hans søn blev henrettet for forræderi i 1609, og bygningen blev herefter brugt til biskoppen af Orkney sporadisk frem til 1688, hvor Kronen overtog den. Den forfaldt i 1700-tallet.
Paladset er i dag ejet af Historic Environment Scotland og det er beskyttet som scheduled monument.
Fra oktober 2023 har ruinen været lukket i forbindelse med omfattende renoveringer sammen med den nærliggende Bishop's Palace.